# 1. deild karla 1979
Mùa giải 1979 của 1. deild karla là mùa giải thứ 25 của bóng đá hạng hai ở Iceland.

## Bảng xếp hạng
| Vị thứ | Đội        | Số trận | Thắng | Hòa | Thua | Bàn thắng | Bàn thua | Hiệu số | Điểm | Ghi chú                     |
| ------ | ---------- | ------- | ----- | --- | ---- | --------- | -------- | ------- | ---- | --------------------------- |
| 1      | Breiðablik | 18      | 13    | 3   | 2    | 49        | 12       | +37     | 29   | Thăng hạng Úrvalsdeild 1980 |
| 2      | FH         | 18      | 11    | 2   | 5    | 48        | 22       | +26     | 24   | Thăng hạng Úrvalsdeild 1980 |
| 3      | Fylkir     | 18      | 9     | 2   | 7    | 32        | 22       | +10     | 20   |                             |
| 4      | Þróttur N. | 18      | 7     | 4   | 7    | 14        | 21       | -7      | 18   |                             |
| 5      | Selfoss    | 18      | 7     | 3   | 8    | 25        | 26       | -1      | 17   |                             |
| 6      | Þór A.     | 18      | 7     | 3   | 8    | 24        | 27       | -3      | 17   |                             |
| 7      | ÍBÍ        | 18      | 5     | 7   | 6    | 28        | 34       | -6      | 17   |                             |
| 8      | Austri     | 18      | 5     | 5   | 8    | 15        | 29       | -14     | 15   |                             |
| 9      | Reynir S.  | 18      | 5     | 5   | 8    | 20        | 30       | -10     | 15   | Xuống hạng 2. deild 1980    |
| 10     | Magni      | 18      | 3     | 2   | 13   | 17        | 49       | -32     | 8    | Xuống hạng 2. deild 1980    |

## Danh sách ghi bàn
| Cầu thủ             | Số bàn thắng | Đội bóng   |
| ------------------- | ------------ | ---------- |
| Sigurður Grétarsson | 15           | Breiðablik |
| Pálmi Jónsson       | 14           | FH         |
| Andrés Kristjánsson | 12           | ÍBÍ        |
| Hilmar Sighvatsson  | 10           | Fylkir     |